# Equació no algebraica
Una equació no algebraica és una funció analítica que no satisfà una equació polinòmica, per contrast a una funció algebraica.
En altres paraules, una equació no algebraica "transcendeix" l'àlgebra en què no pot ser expressada en termes d'una seqüència finita de les operacions algebraiques d'addició, multiplicació i extracció d'arrel.
Alguns exemples de funcions transcendentals inclouen la funció exponencial, el logaritme i les funcions trigonomètriques, entre d'altres.

## Definició
Formalment, una funció analítica ƒ(z) d'una variable z real o complexa és transcendental si és algebraicament independent d'aquella variable. Això es pot aplicar a funcions de diverses variables.

## Història
El sinus i el cosinus de les funcions transcendental van ser tabulats a partir de mides físiques a l'antiguitat, tal com s'evidencia a Grècia (Hiparc de Nicea) i a l'Índia. Olaf Pedersen, mentre descrivia la Taula de cordes de Ptolemeu, una taula equivalent a la del sinus, va escriure:
La idea matemàtica de la continuïtat com a concepte explícit és desconegut per a Ptolemy. De fet, que ell tracti aquestes funcions com a contínues apareix de la seva presumpció que és possible determinar el valor de la variable dependent corresponent a qualsevol valor de la variable independent pel procés senzill d'interpolació lineal.

L'àrea sota la hipèrbole es va mostrar per tenir la propietat escalar d'una àrea constant per una proporció constant de salts. La funció de logaritme neperià era limitada fins al 1748, quan Leonhard Euler la va relacionar amb funcions en què una constant és elevada a un exponent variable, com la funció exponencial, on la base constant és e.
La funció exponencial s'escriu com a {\displaystyle \exp(x)=e^{x}.} Euler va identificar-la mitjançant la sèrie infinita {\displaystyle \sum _{k=0}^{\infty }x^{k}/k!,} en què k! denota el factorial de k.
Els termes parells i senars d'aquesta sèrie proporcionen les sumes de cosh x i sinh x, de manera que{\displaystyle e^{x}=\cosh x+\sinh x.} Aquestes funcions hiperbòliques transcendentals poden convertir-se en sinus i cosinus de funcions circulars per introduir (−1)k a la sèrie, donant lloc a una sèrie alterna. Els matemàtics de després d'Euler veuen el sinus i el cosinus com una manera per relacionar la transcendència del logaritme i les funcions exponencials, sovint a través de la fórmula d'Euler en aritmètica de número complex.

## Exemples
Les següents funcions són transcendentals:
{\displaystyle f_{1}(x)=x^{\pi }\ }
{\displaystyle f_{2}(x)=c^{x}}
{\displaystyle f_{3}(x)=x^{x}}
{\displaystyle f_{4}(x)=x^{\frac {1}{x}}={\sqrt[{x}]{x}}\ }
{\displaystyle f_{5}(x)=\log _{c}x}
{\displaystyle f_{6}(x)=\sin {x}}
En particular, si posem c igual a e, la base del logaritme neperià, a ƒ₂ llavors ens trobem que ex és una funció transcendental. Igualment, si posem c igual a e a ƒ₅, llavors aconseguim que {\displaystyle f_{5}(x)=\log _{e}x=\ln x} (ln és el logaritme neperià) és una funció transcendental.

## Funcions algebraiques i transcendentals
Les funcions transcendentals més familiars són el logaritme, la funció exponencial (amb qualsevol base no trivial), la funció trigonomètrica, les funcions hiperbòliques i les inverses de totes aquestes. Són menys familiars les funcions especials d'anàlisi, com la funció gamma, la funció el·líptica i la funció zeta. La sèrie hipergeomètrica i la funció de Bessel les són generalment transcendentals, però algebraiques per alguns valors de paràmetre especials.
Una funció que no és transcendental és algebraica. Les funcions racionals i la funció d'arrel quadrada són exemples senzills de funcions algebraiques, però, en general, les funcions algebraiques no poden ser definides com a fórmules finites de les funcions elementals.
La integral indefinida de moltes funcions algebraiques és una funció transcendental. Per exemple, la funció logarítmica va sorgir de la funció inversa en un esforç per trobar l'àrea d'un sector hiperbòlic.
L'àlgebra diferencial examina com la integració crea sovint funcions que són algebraicament independents, com, per exemple, quan un agafa polinomis amb funcions trigonomètriques com a variables.

## Funcions transcendentalment transcendentals
La majoria de funcions transcendentals, incloent les funcions especials de física matemàtica, són solucions d'equacions diferencials algebraiques. Les que no ho són, com les funcions gamma i zeta, s'anomenen funcions transcendentalment transcendentals o funcions hipertranscendental.

## Conjunt excepcional
Si {\displaystyle f} és una funció algebraica i {\displaystyle \alpha } és un número algebraic, llavors {\displaystyle f(\alpha )} és també un nombre algebraic. La conversió no és certa: hi ha funcions transcendentals senceres {\displaystyle f} tal que {\displaystyle f(\alpha )} és un número algebraic per qualsevol algebraic {\displaystyle \alpha .} Per una funció transcendental donada, el conjunt dels números algebraics que donen els resultats algebraics s'anomena conjunt excepcional d'aquella funció. Formalment és definit per:
{\displaystyle {\mathcal {E}}(f)=\left\{\alpha \in {\overline {\mathbf {Q} }}\,:\,f(\alpha )\in {\overline {\mathbf {Q} }}\right\}.}
En molts casos el conjunt excepcional és força petit. Per exemple, {\displaystyle {\mathcal {E}}(\exp )=\{0\},} va ser provat per Lindemann el 1882. En particular exp(1) = e és transcendental. També, des que exp(iπ) = −1 és algebraic sabem que iπ no pot ser algebraic. Que i sigui algebraic implica que π és un número transcendental.
En general, trobar el conjunt excepcional d'una funció és un problema difícil, però si pot ser calculat pot portar sovint a resultats a la teoria de número transcendental. Aquí hi ha alguns altres conjunts excepcionals coneguts:
- J-invariant

{\displaystyle {\mathcal {E}}(j)=\{\alpha \in \mathbf {H} \,:\,[\mathbf {Q} (\alpha ):\mathbf {Q} ]=2\},}
en què H és la meitat superior del pla, i [Q(α): Q] és el grau del cos de nombres algebraics Q(α). Aquest resultat és degut a Theodor Schneider.
- Funció exponencial de base 2:

{\displaystyle {\mathcal {E}}(2^{x})=\mathbf {Q} },
Aquest resultat és un corol·lari del teorema de Gelfond–Schneider, que declara que si {\displaystyle \alpha \neq 0,1} és algebraic, i {\displaystyle \beta } és algebraic i irracional llavors {\displaystyle \alpha ^{\beta }} és transcendental. Per això la funció 2x podria ser reemplaçat per cx per qualsevol algebraic c no igual a 0 o 1. De fet, tenim:
{\displaystyle {\mathcal {E}}(x^{x})={\mathcal {E}}\left(x^{\frac {1}{x}}\right)=\mathbf {Q} \setminus \{0\}.}
- Una conseqüència de la conjectura de Schanuel a la teoria dels nombres transcendentals seria {\displaystyle {\mathcal {E}}\left(e^{e^{x}}\right)=\emptyset .}

- Una funció amb conjunt excepcional buit que no requereix assumir la conjectura de Schanuel és{\displaystyle f(x)=\exp(1+\pi x).}

Mentre que calcular el conjunt excepcional per una funció donada no és fàcil, és sabut que donat qualsevol subconjunt dels números algebraics, diguem A, hi ha una funció transcendental el conjunt excepcional de la qual és A. El subconjunt no necessita ser propi, volent dir que A pot ser el conjunt de números algebraics.

## Anàlisi dimensional
En anàlisi dimensional, les funcions transcendentals són notables perquè tenen sentit només quan el seu argument és adimensional (només possible després de la reducció algebraica). Degut a això, les funcions transcendentals poden ser una font fàcil d'errors dimensionals. Per exemple, log(5 metres) és una expressió sense sentit, a diferència de log(5 metres / 3 metres) o log(3) metres. Es podria intentar aplicar una identitat logarítmica per aconseguir log(5) + log(metres), fet que destaca el problema: aplicant una operació no algebraica a una dimensió crea resultats sense sentit.